# Runcinia johnstoni
Runcinia johnstoni es una especie de araña cangrejo del género Runcinia, familia Thomisidae. Fue descrita científicamente por Lessert en 1919.

## Distribución
Esta especie se encuentra en África.

## Tratamiento taxonómico
La especie aparece registrada y publicada en Araignées du Kilimandjaro et du Mérou (suite). 3. Thomisidae. Revue Suisse de Zoologie 27(5): 99–234, pl. 2.